# Provincia di Blida
La provincia di Blida (in arabo: البليدة) è una delle 58 province dell'Algeria; prende il nome dal suo capoluogo Blida. Altre città sono Beni Mered, Boufarik, Buqara, Chréa, El Affroun, Hammam Melouane, Larbaa, Mouzaia e Ouled Yaïch.

## Popolazione
La provincia conta 1.002.937 abitanti, di cui 509.602 di genere maschile e 493.335 di genere femminile, con un tasso di crescita dal 1998 al 2008 dello 0,6%.

## Geografia antropica

### Suddivisioni amministrative
Nella tabella sono riportati i comuni della Provincia, suddivisi per distretto di appartenenza.
| Distretto      | Comune                                  |
| -------------- | --------------------------------------- |
| Blida          | Blida · Bouarfa                         |
| Boufarik       | Boufarik · Soumaa · Guerouaou           |
| Buqara         | Buqara · Hammam Melouane · Ouled Slama  |
| Bouïnian       | Bouïnian · Chebli                       |
| El Affroun     | El Affroun · Oued Djer                  |
| Larbaâ         | Larbaâ · Souhane                        |
| Meftah         | Meftah · Djebabra                       |
| Mouzaia        | Mouzaia · Chiffa · Aïn Romana           |
| Oued El Alleug | Oued El Alleug · Beni Tamou · Benkhelil |
| Ouled Yaïch    | Ouled Yaïch · Chréa · Beni Mered        |